# Arytaina iolani
Arytaina iolani är en insektsart som beskrevs av Crawford 1919. Arytaina iolani ingår i släktet Arytaina och familjen rundbladloppor. Inga underarter finns listade i Catalogue of Life.